# Трушковський Сергій Михайлович
Сергій Михайлович Трушко́вський (9 вересня 1907 — 28 вересня 1975) — радянський військовик часів Другої світової війни, командир 15-ї Львівської легкої артилерійської бригади 3-ї Житомирської артилерійської дивізії прориву (5-та гвардійська армія, 1-й Український фронт), полковник. Герой Радянського Союзу (1945).

## Життєпис
Народився 9 вересня 1907 року в місті Одесі в родині робітника. Росіянин. Закінчив 6 класів школи. Трудову діяльність розпочав у 1921 році, працював учнем коваля, кочегаром.
До лав РСЧА призваний у 1926 році. У 1931 році закінчив Сумське артилерійське училище. Член ВКП(б) з 1931 року. У складі 486-го артилерійського (з 1937 року — гаубичного) полку пройшов шлях від командира взводу до командира дивізіону. Брав участь у вторгненні радянських військ до Польщі в 1939 році. З червня 1940 року капітан С. М. Трушковський — начальник штабу 15-го гаубичного артилерійського полку 15-ї танкової дивізії 8-го (з березня 1941 року — 16-го) механізованого корпусу 12-ї армії Київського ОВО.
Учасник німецько-радянської війни з червня 1941 року. Воював на Південно-Західному, Південному, Північно-Кавказькому і 1-му Українському фронтах. Пройшов бойовий шлях від начальника штаба артилерійського полку до командира артилерійської бригади. Двічі був поранений.
З 13 вересня 1941 — начальник штабу 898-го артилерійського полку 335-ї стрілецької дивізії. З 1 вересня 1942 року — командир 773-го артилерійського полку 317-ї стрілецької дивізії. Згодом командував артилерією 9-ї Краснодарської пластунської стрілецької дивізії. З листопада 1944 року й до кінця війни — командир 15-ї легкої артилерійської бригади.
Особливо відзначився під час проведення Вісло-Одерської наступальної операції. З початку прориву оборони супротивника в районі Стопниця 12 січня 1945 року, переслідування його до річки Одер і форсування річки, полковник С. М. Трушковський виявив зразки чіткого, гнучкого і вмілого керівництва полками бригади. Завдяки хорошій організації підготовки прориву, вмілого проведення пристлілки методом ПОР, чіткої організації планування артнаступу, відмінної організації управління частинами бригади, частини 9-ї і 14-ї гвардійських стрілецьких дивізій 33-го гвардійського стрілецького корпусу, які підтримувала 15-та легка артилерійська бригада, прорвали головну полосу оборони супротивника й першого ж дня просунулись на всю її тактичну глибину (8-15 км). Вогнева система супротивника в полосі наступу стрілецьких дивізій була повністю подавлена, його управління будо дезорганізоване й ворог не міг вже чинити спротив радянській піхоті, що наступала. Під час переслідування супротивника, що відступав, бригада не відставала від піхоти, підтримуючи її артилерійським вогнем, а іноді рухаючись попереду піхоти.
Після закінчення війни продовжив військову службу. У 1945—1946 роках пройшов курс навчання на Вищих академічних курсах при Академії імені Ф. Е. Дзержинського. З 1946 року — на командних посадах в Центральній групі військ та Прикарпатському ВО. З 1954 року полковник С. М. Трушковський — в запасі. Мешкав в Одесі.
Помер 28 вересня 1975 року. Похований на Другому християнському кладовищі Одеси.

## Нагороди
Указом Президії Верховної Ради СРСР від 10 квітня 1945 року «за зразкове виконання бойових завдань командування на фронті боротьби з німецькими загарбниками та виявлені при цьому відвагу і героїзм», полковникові Трушковському Сергію Михайловичу присвоєне звання Героя Радянського Союзу з врученням ордена Леніна і медалі «Золота Зірка» (№ 8760).
Також був нагороджений двома орденами Леніна (10.04.1945, 19.11.1951), двома орденами Червоного Прапора (12.09.1943, 03.11.1944), орденами Вітчизняної війни 1-го ступеня (07.11.1944), Червоної Зірки (11.02.1943) і медалями.